# Горгоп
Горгоп — спартанский полководец во время Коринфской войны.

## Биография
В 388 году до н. э. Гиеракс был отправлен Спартой на Эгину, чтобы взять командование над спартанским флотом. Спартанцы под командованием Телевтия ранее отогнали афинский флот, блокировавший Эгину. Вскоре после этого Гиеракс отправился на Родос с большей частью флота, оставив Горгопа, своего помощника, с двенадцатью триремами командующим на Эгине, заменив 
Этеоника. Горгоп продолжил операции против афинской армии, возглавляемой Памфилием, который ещё осаждал город с суши. Он, в конечном счёте, вынудил Афины прислать корабли для эвакуации своих сухопутных войск из этого района. Горгоп затем продолжал нападать на афинские земли со своей базы на острове Эгина.
Вскоре Горгоп взял свой флот в Эфес, чтобы сопроводить Анталкида, который был послан для замены флотоводца Гиеракса. По завершении своей миссии, на обратном пути в Эгину он встретил афинский флот под командованием Эвнома. Горгоп отступил и смог вернуться в порт Эгины. После безуспешной попытки выманить Горгопа, афиняне отплыли на закате. Спартанцы внезапно напали, захватили четыре триремы и заставили остальные афинские корабли отступить в Пирей.
Горгоп попал в засаду и был убит позже в том же году. Один афинский отряд под командованием Хабрия находился в засаде, а другой под командованием Деменета выманил Горгопа из Эгины и заманил в ловушку.